# UnMOMENT
unMOMENT(あんもめんと)は、声優の新堂真弓と、ミュージシャンのオカザキシュンによる音楽ユニット。主にアダルトゲーム等の楽曲提供で活動していた。
2007年以降、活動しておらず公式ホームページも更新が無い状態である。公式な発表は何もないとはいえ、事実上の解散状態といえる。

## 代表曲
- どっちにするの? (シス×みこ 主題歌)
- unMOMENT (シス×みこ)
- AIでしょ？愛 (はちゅかの エンディングテーマ)
- She See Love (メイドさんしぃしー)
- SPIRAL（ひめしょ! オープニングテーマ）
- もっとプリンセス！（ひめしょ! エンディングテーマ）
- Praise me!（ひめしょ! 挿入歌）

## CD
- 魔法少女Twin☆kle オリジナルサウンドトラック (2005年4月27日発売)
- シス×みこ unMOMENT Collaboration CD MAXI (2005年5月4日発売)
- 萌魂～moe spirit (2006年11月22日発売、オリジナルアルバム)

## 出演

### ラジオ

#### ゲスト出演
- 情報アキハバラエティ はばラジ（2006年5月18日　第 8回）